# Дискография Helloween

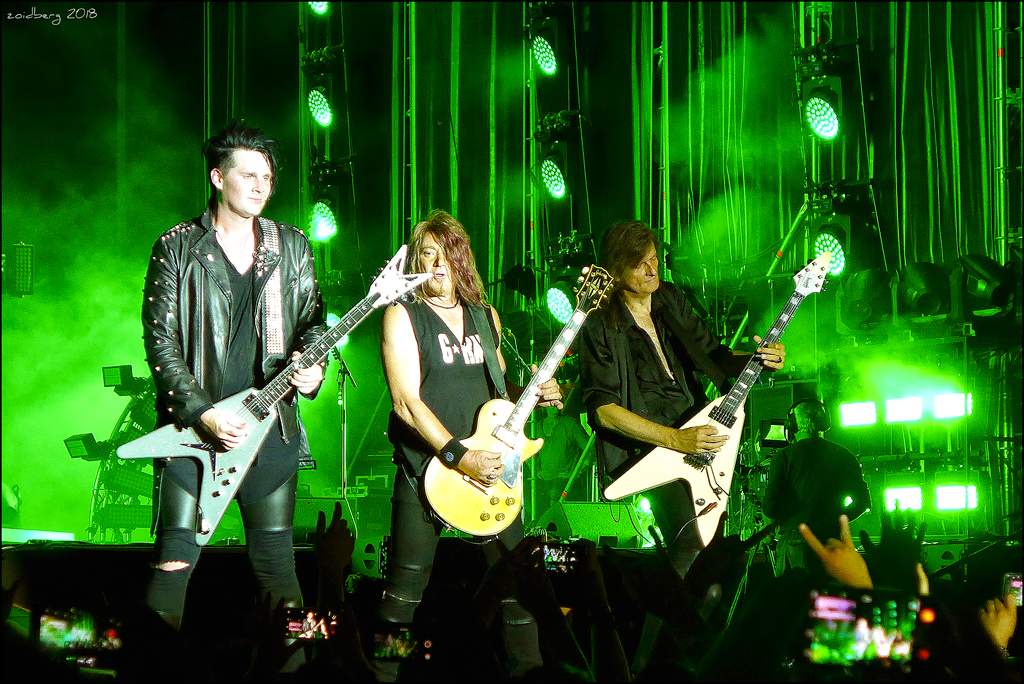
Helloween, 2018

Дискография немецкой пауэр-метал-группы Helloween.